# Anthurium gonzalezii
Anthurium gonzalezii är en kallaväxtart som beskrevs av Thomas Bernard Croat. Anthurium gonzalezii ingår i släktet Anthurium och familjen kallaväxter. Inga underarter finns listade.